# 15,2 cm kanon M/30
15,2 cm kanon M/30 var en Boforstillverkad sjöartilleripjäs vilken utgjorde huvudbeväpning på kryssaren HMS Gotland. Pjäserna var uppställda i två dubbeltorn och i två enkla kasemattrar.